# Frédéric-François de Brunswick-Wolfenbüttel
Frédéric-François de Brunswick-Wolfenbüttel (8 juin 1732 – 14 octobre 1758) est un prince allemand de la maison de Brunswick qui sert comme major-général dans l'armée prussienne.

## Biographie
Né en 1732, le prince Frédéric-François est le huitième et le plus jeune fils du duc Ferdinand-Albert II de Brunswick-Wolfenbüttel et de son épouse Antoinette de Brunswick-Wolfenbüttel. Comme ses frères Ferdinand et Albert, il entre très jeune dans l'armée prussienne et se distingue dans la guerre de Sept Ans. Il meurt au combat lors de la bataille de Hochkirch, en tant que général de division et commandant d'un régiment d'infanterie, à l'âge de 26 ans. Il est enterré à l'église Saint-Blaise de Brunswick.